# Немецкая дорога сказок

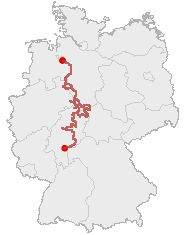
Немецкая дорога сказок

Немецкая дорога сказок (нем. Deutsche Märchenstraße) — это туристский маршрут длиной 600 км от Бремена до Ханау, где родились братья Гримм. В 1975 году, 60 немецких городов, муниципалитетов и округов собрались в городе Штайнау-ан-дер-Штрасе, чтобы спланировать маршрут, проходящий мимо выбранных городов и пейзажей, которые имеют отношение к немецким народным сказкам, собранных братьями Вильгельмом и Якобом Гримм. 
Туристические достопримечательности вдоль маршрута включают места, где жили и работали братья на разных этапах своей жизни, а также регионы, которые связаны со сказками, найденными в сборнике братьев Гримм, например, Бременские музыканты. Общество Verein Deutsche Märchenstraße со штаб-квартирой в городе Кассель отвечает за маршрут, который путешественники могут узнать с помощью дорожных знаков, изображающихся в форме симпатичного существа, похожего на принцессу.
Тур может начаться в Бремене, где жили знаменитые Бременские музыканты, в исторических замках и дворцах, где жили Спящая красавица и Золушка, где Рапунцель позволяет своей длинной косе свисать из окна, в Ханау на берегу реки Майн, где родились братья Гримм. Тур представляет собой интересное сочетание приключений, искусства, истории, национальных парков, старых городов, замков, культуры, фольклора и атмосферы большого города. Поездка проходит через множество различных ландшафтов, например, таких как, природный парк Шпессарт у Вертхайма, Везербергланд и пейзажи вдоль реки Везер.
Многие туристы планируют маршрут в зависимости от того, когда в разных городах проводятся мероприятия, прогулки по городу и экскурсии, например, «По следам Красной Шапочки» в Альсфельде, или «По следам Крысолова» в Хамельне. В Касселе можно посетить музей братьев Гримм.

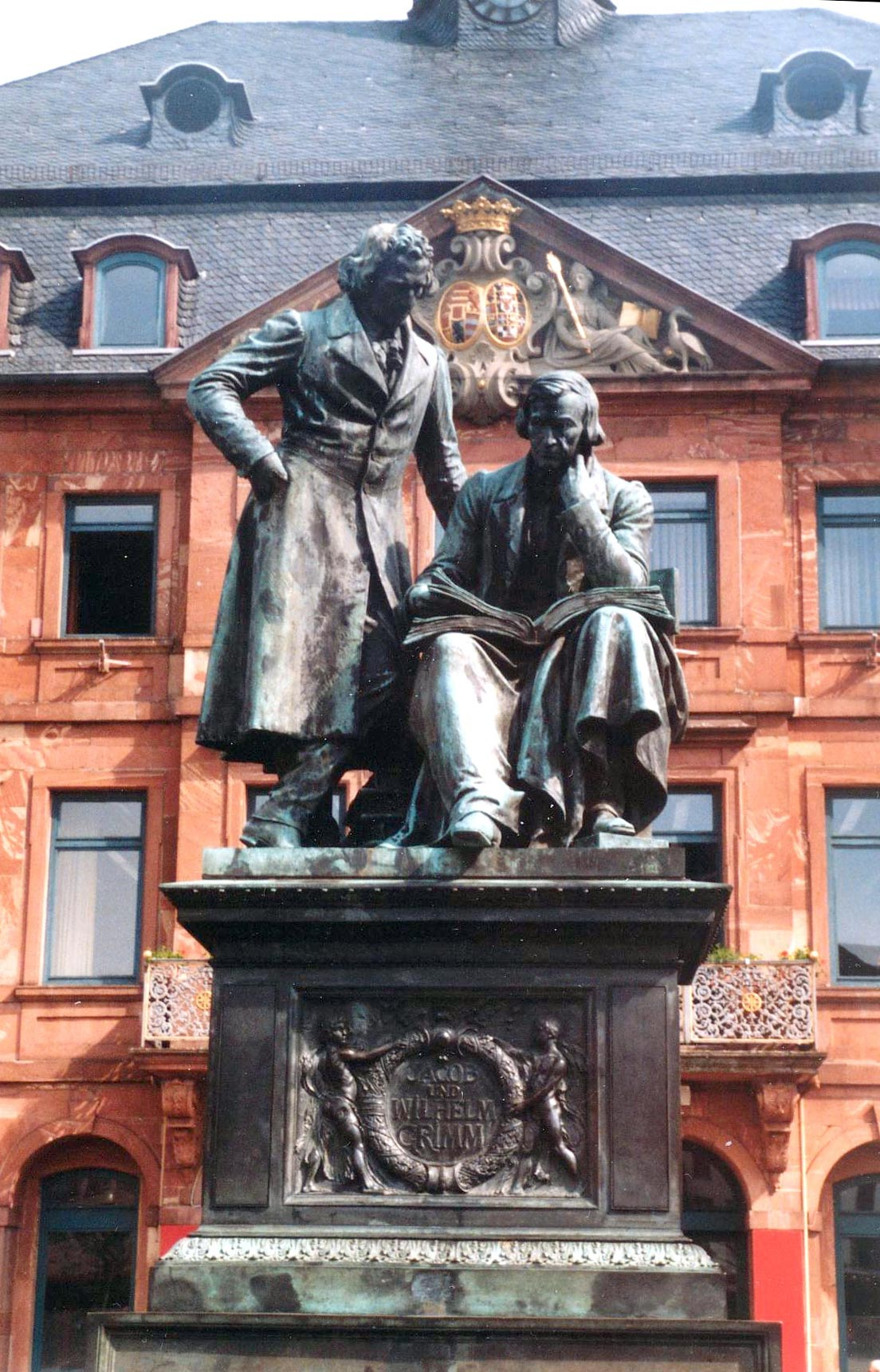
Мемориал братьям Гримм в Ханау
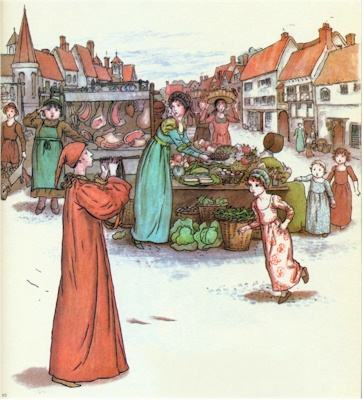
Крысолов из Хамельна
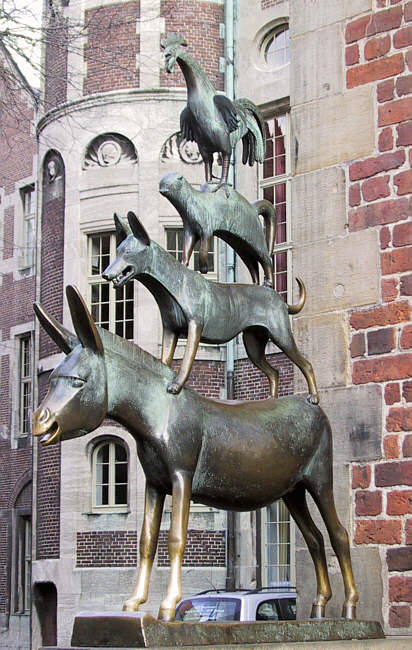
Бременские музыканты
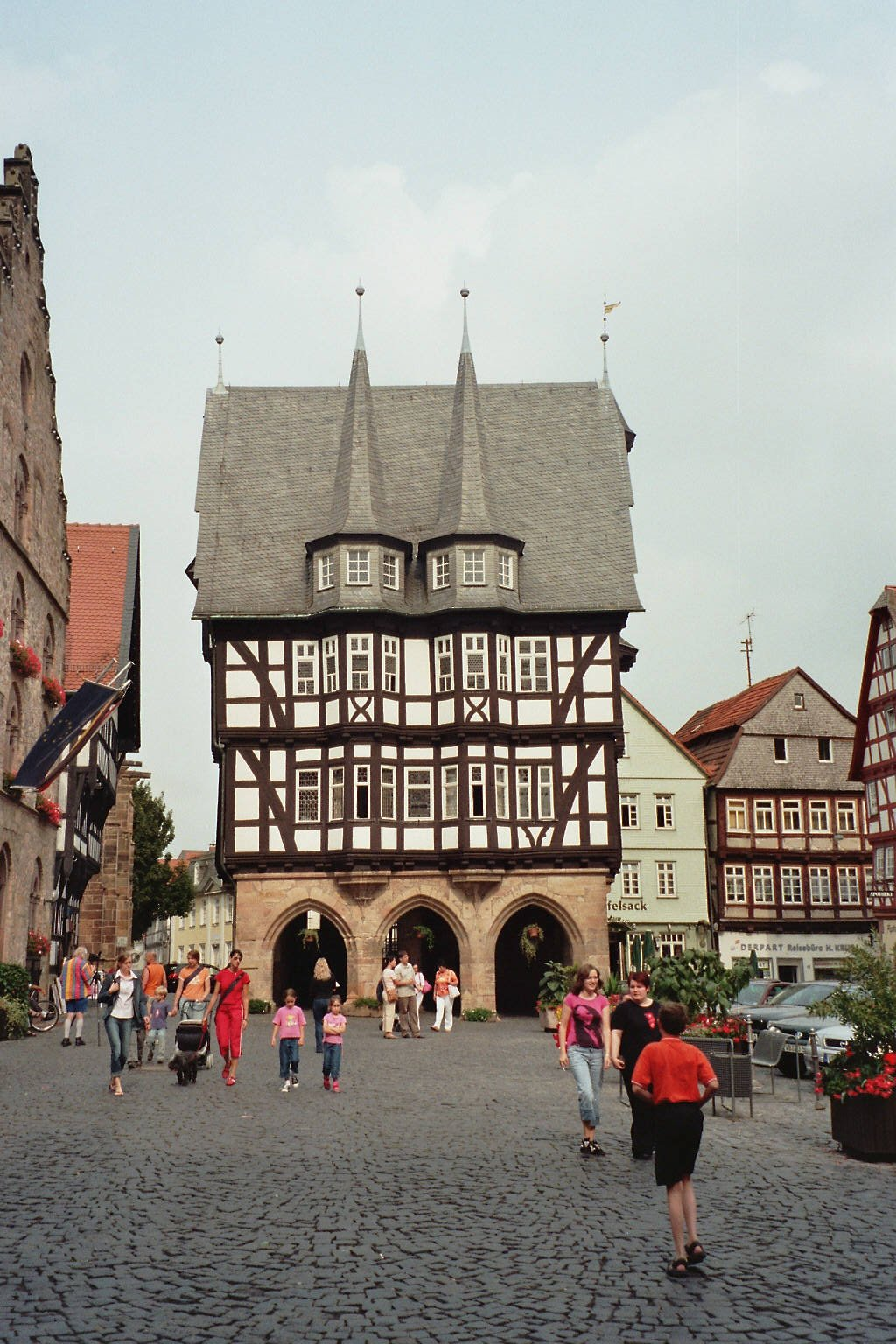
Ратуша в Альсфельде
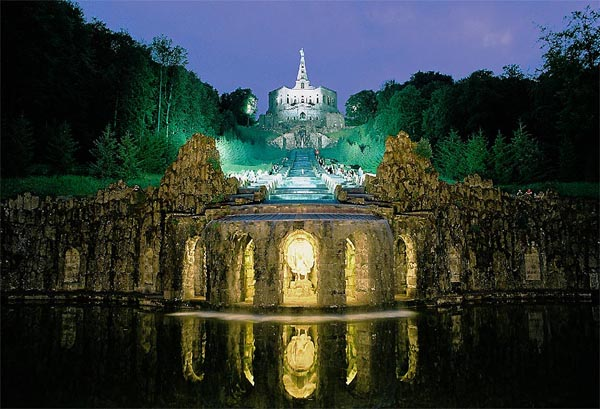
Кассель: Фонтан Геркулеса
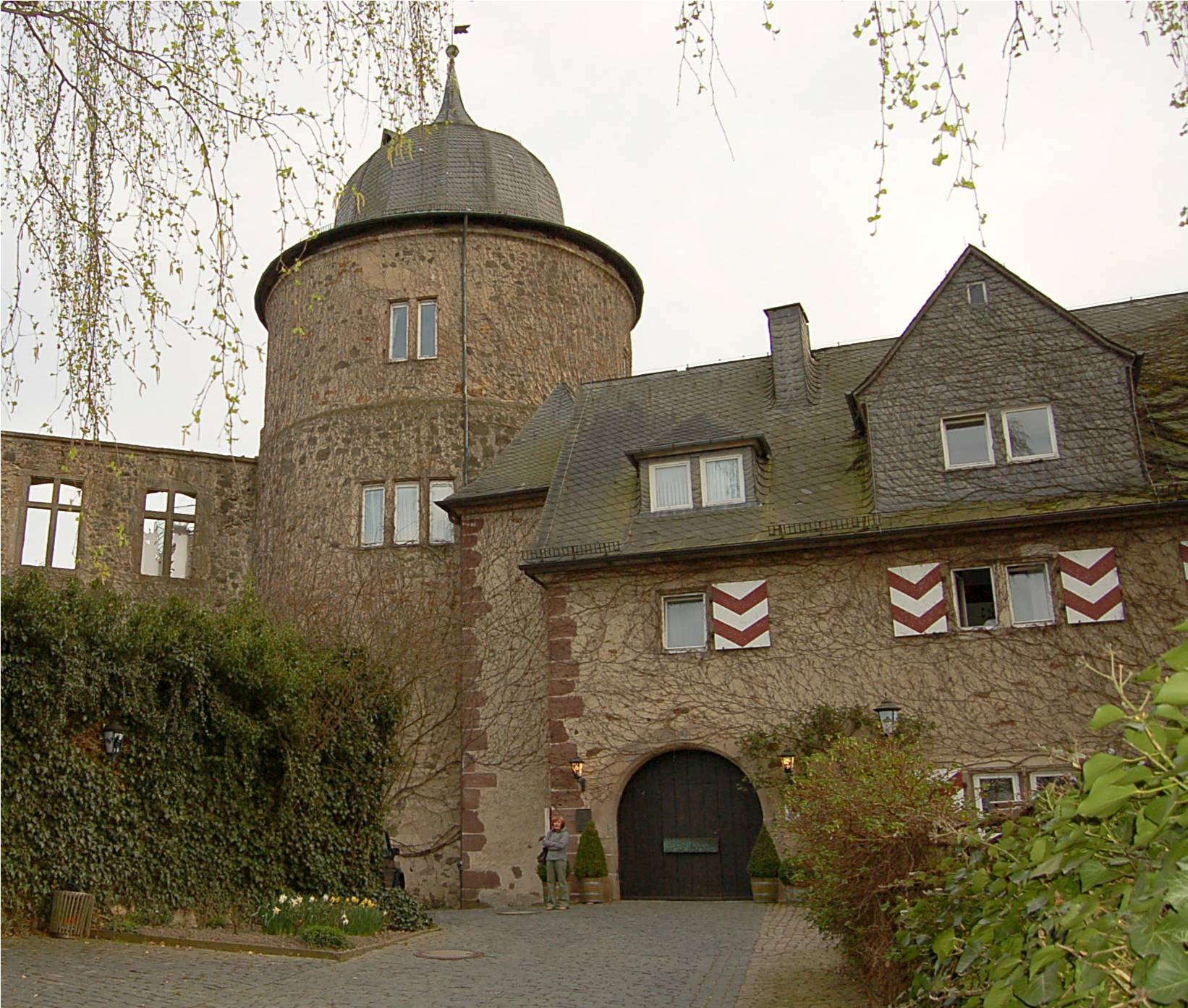
Замок Сабабург
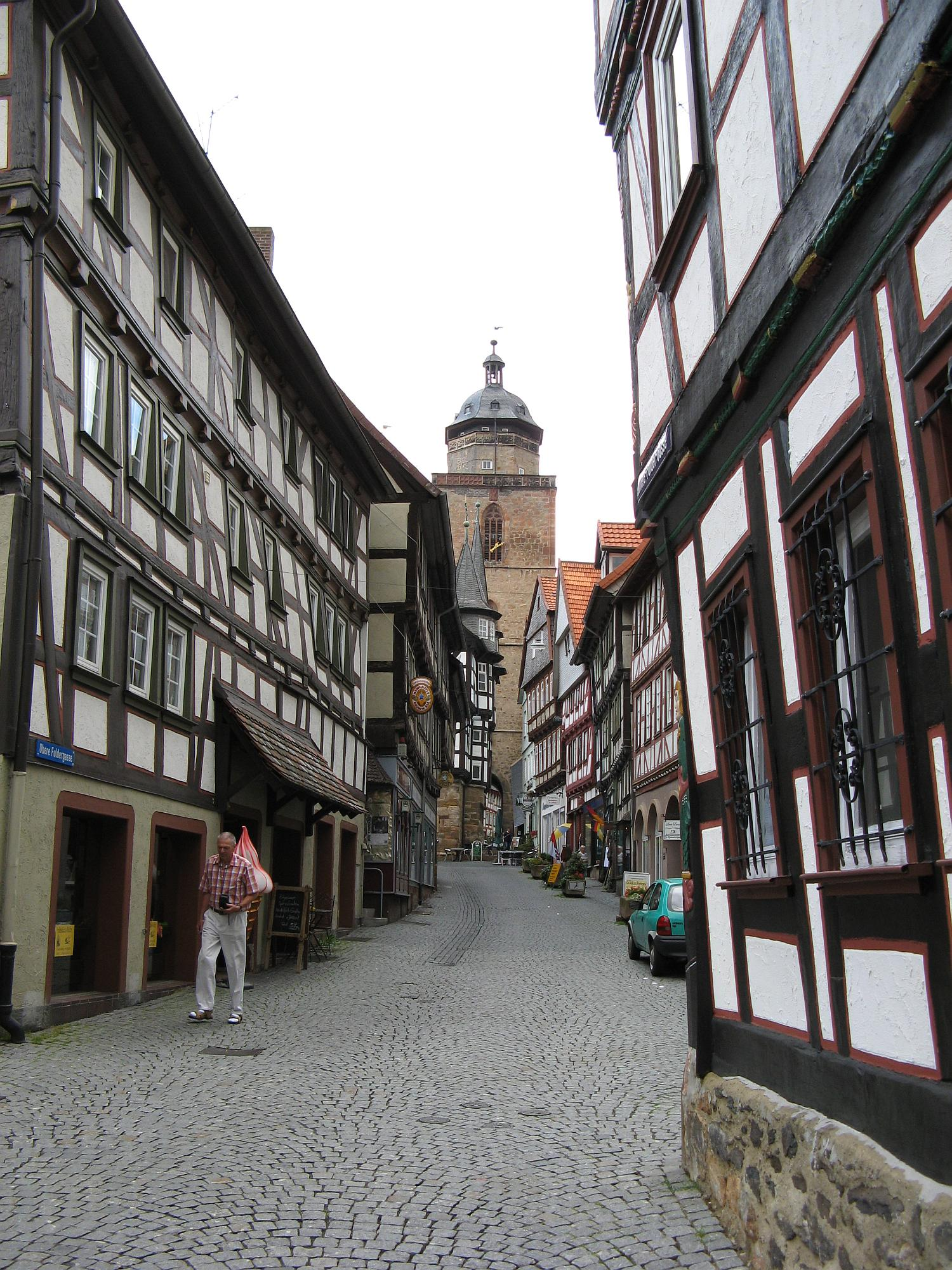
Альсфельд: Аллея с фахверковыми домами
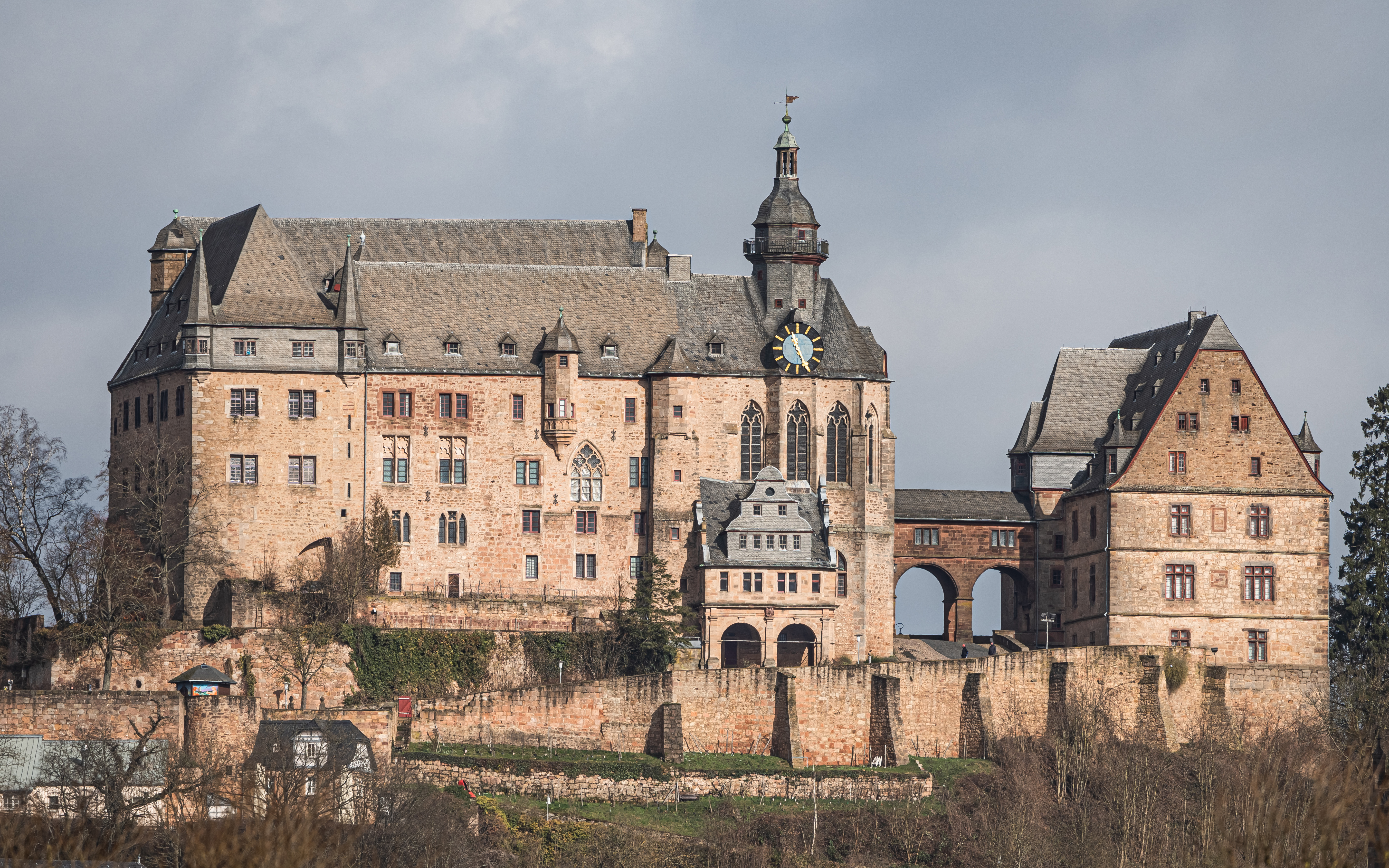
Марбургский замок
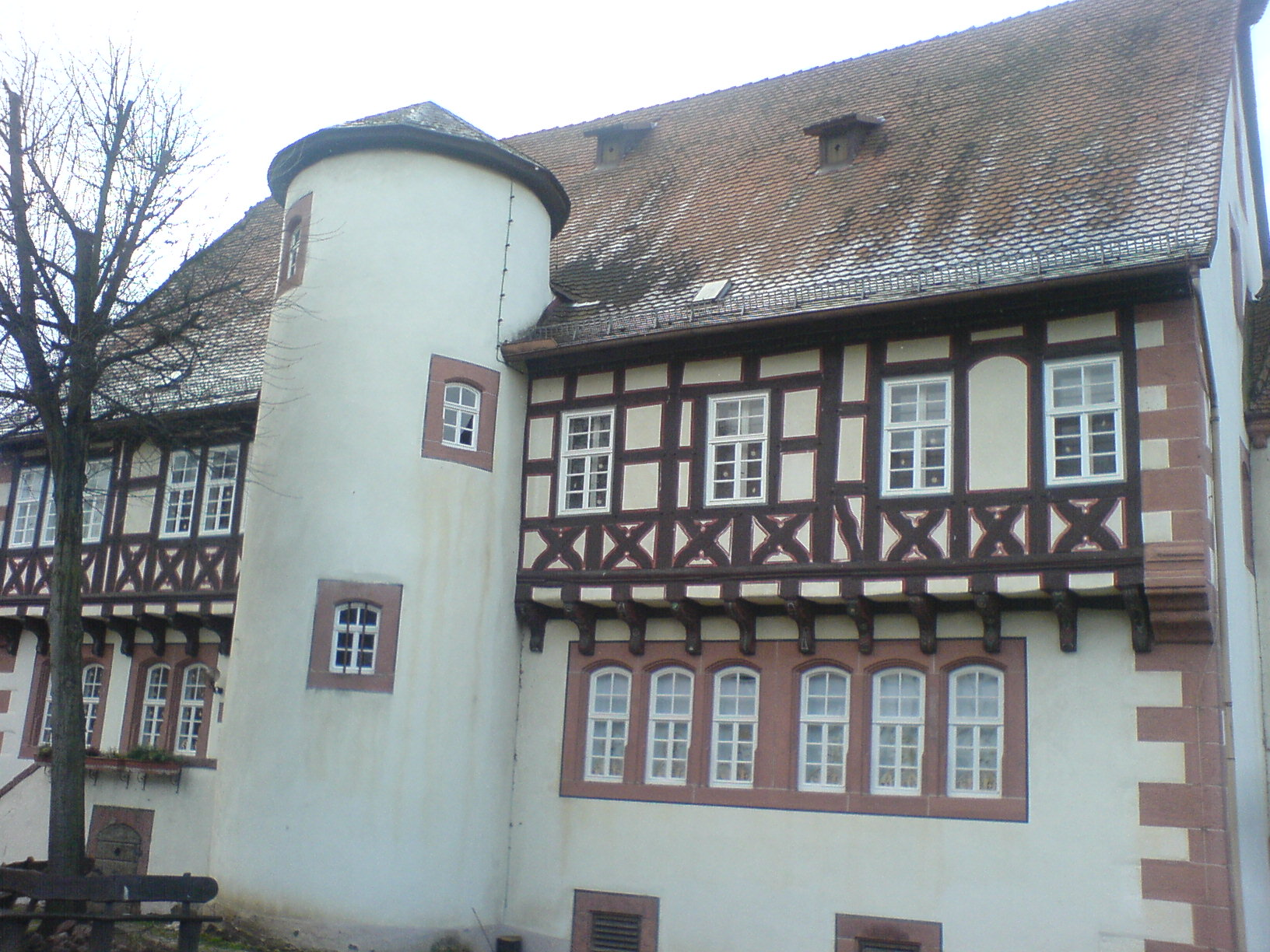
Штайнау-ан-дер-Штрассе: Дом детства братьев Гримм